# Zabromorphus nitidicollis
Zabromorphus nitidicollis är en skalbaggsart som först beskrevs av Heinrich Bickhardt 1919.  Zabromorphus nitidicollis ingår i släktet Zabromorphus och familjen stumpbaggar. Inga underarter finns listade i Catalogue of Life.